# Aneuclis stigmata
Aneuclis stigmata är en stekelart som beskrevs av Andrey Ivanovich Khalaim 2004. Aneuclis stigmata ingår i släktet Aneuclis och familjen brokparasitsteklar. Inga underarter finns listade i Catalogue of Life.